# Liste der denkmalgeschützten Objekte in Bildstein
Die Liste der denkmalgeschützten Objekte in Bildstein enthält die 16 denkmalgeschützten, unbeweglichen Objekte der Gemeinde Bildstein.

## Denkmäler
| Foto |                 | Denkmal                                                                              | Standort                                              | Beschreibung | Metadaten |
| ---- | --------------- | ------------------------------------------------------------------------------------ | ----------------------------------------------------- | --- | --- |
| ja   | Datei hochladen | Kreuzwegstationen Wolfurt-Bildstein HERIS-ID: 4739 Objekt-ID: 595seit 2021           | Ankenreuthe Standort siehe Beschreibung KG: Bildstein | Die 14 gemauerten Kreuzwegstationen mit Satteldächern und Schindeldeckung beherbergen Tonreliefs aus der Zeit um 1900, die aus der Kirche in Heimenkirch im Allgäu stammten. Die Bildstöcke stehen neben dem alten Wallfahrtsweg von Wolfurt nach Bildstein zur Wallfahrtskirche. 1. Station (), 2. Station (), 3. Station (), 4. Station (), 5. Station (), 6. Station (), 7. Station (), 8. Station (), 9. Station (), 10. Station (), 11. Station (), 12. Station (), 13. Station (), 14. Station () Anmerkung: Gemeindeübergreifendes Objekt, Stationen 1 und 2 in Wolfurt. | BDA-Hist.: Q105664924 Status: Bescheid Stand der BDA-Liste: 2025-06-30 Name: Kreuzwegstationen Wolfurt-Bildstein GstNr.: 40/4, 311/5, 216/2, 4/3, 286/2, 286/1, 216/1, 232/1, 304/1, 200/1, 2558/1, 2560, 2558/6, 2558/7 Kreuzweg Wolfurt-Bildstein |
| ja   | Datei hochladen | Gasthaus Kreuz HERIS-ID: 4392 Objekt-ID: 236                                         | Dorf 72 Standort KG: Bildstein                        | Das Gasthaus Kreuz steht zusammen mit den anderen Rheintalhäusern im Ortskern von Bildstein unter Ensembleschutz. | BDA-Hist.: Q37907660 Status: Bescheid Stand der BDA-Liste: 2025-06-30 Name: Gasthaus Kreuz GstNr.: 53 |
| ja   | Datei hochladen | Wohnhaus HERIS-ID: 4394 Objekt-ID: 238                                               | Dorf 75 Standort KG: Bildstein                        | Dieses Wohnhaus steht zusammen mit den anderen Rheintalhäusern im Ortskern von Bildstein unter Ensembleschutz. | BDA-Hist.: Q37909747 Status: Bescheid Stand der BDA-Liste: 2025-06-30 Name: Wohnhaus GstNr.: .10 |
| ja   | Datei hochladen | Wohnhaus, ehem. Gasthof Engel HERIS-ID: 4395 Objekt-ID: 239                          | Dorf 76 Standort KG: Bildstein                        | Der ehemalige Gasthof Engel steht zusammen mit den anderen Rheintalhäusern im Ortskern von Bildstein unter Ensembleschutz. | BDA-Hist.: Q37910725 Status: Bescheid Stand der BDA-Liste: 2025-06-30 Name: Wohnhaus, ehem. Gasthof Engel GstNr.: .11 |
| ja   | Datei hochladen | Wohnhaus HERIS-ID: 4396 Objekt-ID: 240                                               | Dorf 77 Standort KG: Bildstein                        | Dieses Wohnhaus steht zusammen mit den anderen Rheintalhäusern im Ortskern von Bildstein unter Ensembleschutz. | BDA-Hist.: Q37911492 Status: Bescheid Stand der BDA-Liste: 2025-06-30 Name: Wohnhaus GstNr.: .12 |
| ja   | Datei hochladen | Wohnhaus HERIS-ID: 4397 Objekt-ID: 241                                               | Dorf 78 Standort KG: Bildstein                        | Dieses Wohnhaus steht zusammen mit den anderen Rheintalhäusern im Ortskern von Bildstein unter Ensembleschutz. | BDA-Hist.: Q37912161 Status: Bescheid Stand der BDA-Liste: 2025-06-30 Name: Wohnhaus GstNr.: .13 |
| ja   | Datei hochladen | Wohnhaus HERIS-ID: 4398 Objekt-ID: 242                                               | Dorf 79 Standort KG: Bildstein                        | Dieses Wohnhaus steht zusammen mit den anderen Rheintalhäusern im Ortskern von Bildstein unter Ensembleschutz. | BDA-Hist.: Q37912714 Status: Bescheid Stand der BDA-Liste: 2025-06-30 Name: Wohnhaus GstNr.: 19 |
| ja   | Datei hochladen | Wohnhaus HERIS-ID: 4399 Objekt-ID: 243                                               | Dorf 80 Standort KG: Bildstein                        | Dieses Wohnhaus steht zusammen mit den anderen Rheintalhäusern im Ortskern von Bildstein unter Ensembleschutz. | BDA-Hist.: Q37913355 Status: Bescheid Stand der BDA-Liste: 2025-06-30 Name: Wohnhaus GstNr.: 22 |
| ja   | Datei hochladen | Wohnhaus, ehem. Gasthof Krone HERIS-ID: 4400 Objekt-ID: 244                          | Dorf 82 Standort KG: Bildstein                        | Dieses Wohnhaus steht zusammen mit den anderen Rheintalhäusern im Ortskern von Bildstein unter Ensembleschutz. | BDA-Hist.: Q37913929 Status: Bescheid Stand der BDA-Liste: 2025-06-30 Name: Wohnhaus, ehem. Gasthof Krone GstNr.: .17 |
| ja   | Datei hochladen | Gemeindeamt, ehem. Schule HERIS-ID: 4401 Objekt-ID: 245                              | Dorf 83 Standort KG: Bildstein                        | Das Gemeindeamt von Bildstein steht zusammen mit den anderen Rheintalhäusern im Ortskern von Bildstein unter Ensembleschutz. | BDA-Hist.: Q37916626 Status: Bescheid Stand der BDA-Liste: 2025-06-30 Name: Gemeindeamt, ehem. Schule GstNr.: .2 Gemeindeamt Bildstein |
| ja   | Datei hochladen | Pfarrhof HERIS-ID: 4402 Objekt-ID: 246                                               | Dorf 84 Standort KG: Bildstein                        | Der alte Pfarrhof südwestlich der Wallfahrtskirche wurde in den Jahren 1693/1694 erbaut. Er steht zusammen mit den anderen Rheintalhäusern im Ortskern von Bildstein unter Ensembleschutz. | BDA-Hist.: Q37917540 Status: Bescheid Stand der BDA-Liste: 2025-06-30 Name: Pfarrhof GstNr.: .3 |
| ja   | Datei hochladen | Kapelle Hl. Michael HERIS-ID: 4741 Objekt-ID: 597                                    | Farnach Standort KG: Bildstein                        | Die Michaelskapelle im Zentrum von Farnach wurde in den Jahren 1899 bis 1901 errichtet. Sie ist von Westen nach Osten ausgerichtet und hat einen annähernd rechteckigen Grundriss. An der Ostseite sind die Außenwände abgeschrägt. An der Westseite befinden sich eine einfache Tür und über dem Satteldach ein Dachreiter mit Glocke. | BDA-Hist.: Q21037198 Status: § 2a Stand der BDA-Liste: 2025-06-30 Name: Kapelle Hl. Michael GstNr.: .161 Kapelle Hl. Michael (Farnach) |
| ja   | Datei hochladen | Frauenbrunnen HERIS-ID: 4736 Objekt-ID: 592                                          | Standort KG: Bildstein                                | Der Marienbrunnen nördlich der Basilika wurde laut Überlieferung 1697 errichtet. Auf jenes Jahr wird auch die Marienstatue in der Nische datiert. | BDA-Hist.: Q38051315 Status: § 2a Stand der BDA-Liste: 2025-06-30 Name: Frauenbrunnen GstNr.: .155 |
| ja   | Datei hochladen | Wallfahrtskirche Unserer Lieben Frau Mariä Heimsuchung HERIS-ID: 4737 Objekt-ID: 593 | Standort KG: Bildstein                                | Die Pfarr- und Wallfahrtskirche Bildstein, vielfach als bedeutendster Barockbau Vorarlbergs beschrieben, wurde großteils in den Jahren 1662 bis 1676 nach Plänen des Bregenzer Baumeisters Michael Kuen errichtet. 1692 entstand die Doppelturmfassade im Westen und 1838 erhielten die Türme ihre geschwungenen Hauben. 2018 wurde die Kirche zur Basilica minor erhoben. | BDA-Hist.: Q20078644 Status: § 2a Stand der BDA-Liste: 2025-06-30 Name: Wallfahrtskirche Unserer Lieben Frau Mariä Heimsuchung GstNr.: .1 Wallfahrtskirche Mariä Heimsuchung (Bildstein)                                                            |
| ja   | Datei hochladen | Kriegerdenkmal HERIS-ID: 4738 Objekt-ID: 594                                         | Standort KG: Bildstein                                | Auf einem zweistufigen Podest erhebt sich neben der Wallfahrtskirche ein Sockel mit quadratischem Grundriss, darauf steht die Statue eines Soldaten mit Gewehr. An drei Seiten des Sockels sind Gedenktafeln für die Gefallenen der beiden Weltkriege angebracht. | BDA-Hist.: Q38051790 Status: § 2a Stand der BDA-Liste: 2025-06-30 Name: Kriegerdenkmal GstNr.: 20/4 |
| ja   | Datei hochladen | Erscheinungskapelle HERIS-ID: 4740 Objekt-ID: 596                                    | Standort KG: Bildstein                                | Die rechteckige Erscheinungskapelle wurde 1887 erbaut und 1930 erneuert. Das Giebelfeld zeigt ein mit 1931 bezeichnet Gemälde der Gnadenmadonna. | BDA-Hist.: Q38052128 Status: Bescheid Stand der BDA-Liste: 2025-06-30 Name: Erscheinungskapelle GstNr.: .175 Erscheinungskapelle in Bildstein |